# Emil Starkenstein

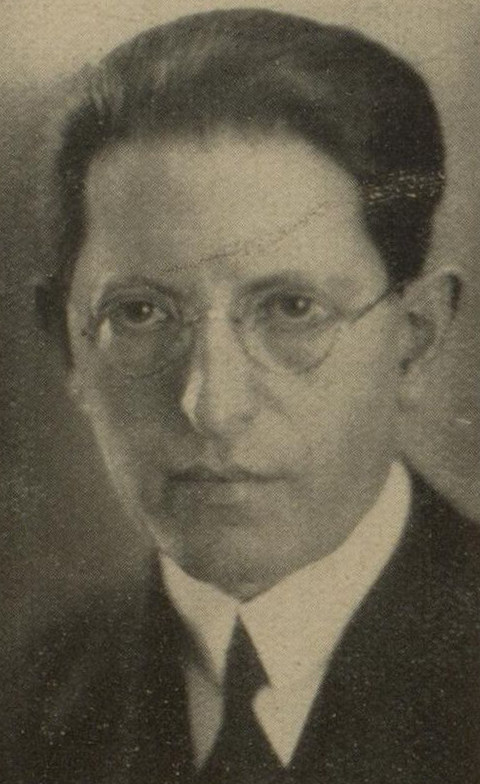
Emil Starkenstein, um 1930

Emil Starkenstein (* 18. Dezember 1884 in Ronsperg, Österreich-Ungarn; † 6. November 1942 im KZ Mauthausen) war ein tschechoslowakischer Pharmakologe.

## Leben
Starkenstein studierte nach dem Schulbesuch Medizin und Pharmakologie an der Karl-Ferdinands-Universität in Prag und war dort zeitweise Mitarbeiter und nach der Promotion Wissenschaftlicher Assistent am Institut für Pharmakologie und Pharmakognosie. Später wurde er dort Privatdozent und schließlich 1920 Außerordentlicher Professor.
1929 wurde er als Nachfolger von Wilhelm Friedrich Wiechowski (1873–1928) zum Professor und Ordinarius für experimentelle Pharmakologie und Pharmakognosie an die Karl-Ferdinands-Universität zu Prag berufen und übernahm als solcher zugleich das Amt des Leiters des Instituts für Pharmakologie und Pharmakognosie. Während dieser Zeit gehörte unter anderem Leopold Ther zu seinen Studenten, dessen Doktorvater Starkenstein 1937 war.
Von 1929 bis 1939 leitete er das Institut als Direktor und Lehramtsinhaber.  Im März 1939 besetzten Wehrmacht-Truppen die „Rest-Tschechei“; danach wurde Starkenstein wegen seiner jüdischen Herkunft die Lehrerlaubnis entzogen. Sein Nachfolger wurde Gustav Kuschinsky.
Kurz darauf emigrierte er in die Niederlande. Dort wurde er 1941 verhaftet und ins KZ Mauthausen verbracht, wo er Ende 1942 unter ungeklärten Umständen ums Leben kam. Emil Starkenstein wurde 1932 zum Mitglied der Deutschen Akademie der Naturforscher Leopoldina gewählt. Eine Gedenkstele der Leopoldina zum Andenken von neun Mitgliedern der Akademie, die in den Konzentrationslagern der Nationalsozialisten ermordet wurden oder an den unmenschlichen und grausamen Bedingungen der Lagerhaft starben, erinnert auch an Emil Starkenstein.
Starkenstein hatte seine pharmakologische Sammlung an den Antiquar Ludwig Gottschalk verkauft, der diese während der nationalsozialistischen Verfolgung an verschiedenen Orten im Schwarzwald versteckte. Sie ging nach dem Krieg in den Handel.
Emil Starkenstein war verheiratet mit Maria, geb. Weil (1889-1981), der Sohn Walter kam 1944 in Russland ums Leben, die Tochter Magdalena van Emde Boas war Kunstschriftstellerin und Dolmetscherin.

## Veröffentlichungen
Starkenstein verfasste neben seiner Lehrtätigkeit zahlreiche Fachbücher und Artikel in Fachzeitschriften zur Klinischen Pharmakologie, Immundiagnostik und Immuntherapie sowie zur Toxikologie. Sein 1929 – zusammen mit Eugen Rost (1870–1953) und Julius Pohl – verfasstes Lehrbuch zur Toxikologie blieb jahrzehntelang das Standardwerk im deutschsprachigen Raum. Zu seinen weiteren Veröffentlichungen gehören zudem:
- zusammen mit Alexander Skutetzky: Die neueren Arzneimittel und die pharmakologischen Grundlagen ihrer Anwendung in der ärztlichen Praxis. Springer, Berlin 1914 urn:nbn:de:hbz:061:2-20654.
- Familienforschung, 1920.
- Der Einfluss experimentell-pharmakologischer Forschung auf die Erkennung und Verhütung pharmakotherapeutischer Irrtümer. Thieme, Leipzig 1923 (Irrtümer der allgemeinen Diagnostik und Therapie sowie deren Verhütung; 1).
- Julius Pohl zum 70. Geburtstage. In: Klinische Wochenschrift. 10. Jahrgang, Nr. 44 vom 31. Oktober 1931, S. 2063
- Arznei und Gift im Leben Goethes. In: Forschungen und Fortschritte, Bd. 8 (1932), Heft 7/9, S. 100–102.
- Lehrbuch der Pharmakologie, Toxikologie und Arzneiverordnung. Deuticke, Leipzig 1938.
- Der Arzt und sein Buch: Dem Arzte und Bücherfreunde Dr. Erik Waller gewidmet. In: Philobiblon, Jg. 10 (1938), S. 305–334.

## Sonstiges
Nach ihm ist eine 1989 gegründete Stiftung benannt (Sitz in Rotterdam (Niederlande)).